# Parafia św. Stanisława Biskupa i Męczennika w Czernicach Borowych
Parafia pw. św. Stanisława Biskupa i Męczennika w Czernicach Borowych – rzymskokatolicka parafia należąca do dekanatu przasnyskiego, diecezji płockiej, metropolii warszawskiej. Siedziba parafii mieści się w Czernicach Borowych.

## Historia parafii
Parafia została erygowana w 1398. W połowie XVI wieku został wybudowany murowany późnogotycki kościół, poważnie uszkodzony w 1915 podczas bitwy przasnyskiej. Odbudowany w 1933 i kilkukrotnie odnawiany w latach późniejszych. W kościele znajduje się wiele zabytków, do najcenniejszych należą: XVIII-wieczna barokowa rzeźba Chrystusa Zmartwychwstałego, XVII-wieczna monstrancja barokowa. 

## Obszar parafii

### Miejscowości i ulice
W granicach parafii znajdują się miejscowości:

- Chojnowo,
- Chojnówka,
- Chrostowo Wielkie,
- Nowe Czernice,
- Dzielin,
- Kuskowo,
- Miłoszewiec,
- Zembrzus Wielki,
- Żebry-Idźki,
- Żebry-Kordy

oraz ulice w Czernicach Borowych:

- Bagienna,
- Chełchowskiego,
- Długa,
- Dolna,
- Jasna,
- Kacza,
- Kościelna,
- Krótka,
- Okrężna,
- Wyspiańskiego.